# Schenkelweichen

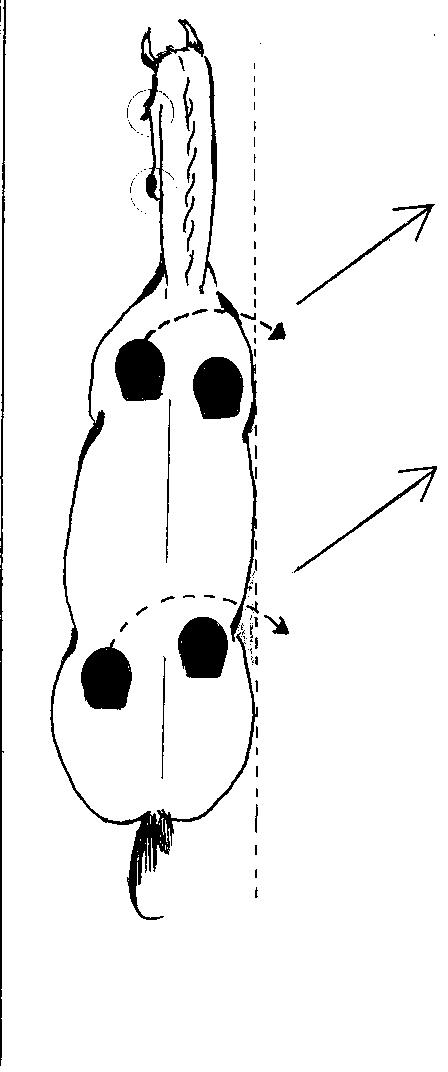
Stellung und Trittmuster beim Schenkelweichen

Schenkelweichen (engl. leg yielding, frz. cession à la jambe) gehört zu den lösenden und geraderichtenden Reitlektionen und sensibilisiert das Pferd für die seitwärts treibenden Hilfen. Es ist eine Vorwärts-Seitwärts-Bewegung, gehört aber nicht zu den eigentlichen Seitengängen, für die es neben der Vorhandwendung und dem Schultervor eine Vorübung darstellt.

## Durchführung
Das Schenkelweichen kann auf einer Diagonalen durch die Bahn erfolgen wie in der Abbildung, aber auch an der Bande mit einer Abstellung von 30 bis 45° erfolgen, in letzterem Falle entweder mit dem Kopf zur Bande oder mit dem Kopf in die Bahn. Eine geringfügige Stellung erfolgt im Genick zur Seite des vorwärts-seitwärts treibenden Schenkels; eine Längsbiegung bleibt aus. Die fehlende Längsbiegung und die fehlende Versammlung sind die Unterschiede zu den Seitengängen.
Der innere Schenkel liegt leicht hinter dem Gurt und treibt das Pferd vorwärts-seitwärts, der äußere Schenkel liegt verwahrend hinter dem Gurt, damit das Pferd mit der Hinterhand nicht zu weit herumtritt, und ist auch für die Vorwärtsbewegung verantwortlich. Der innere Zügel gibt dem Pferd die Stellung, der äußere lässt die Stellung zu, verhindert aber auch eine zu starke Abstellung und Biegung des Halses sowie das Ausfallen über die Schulter. Die inneren Füße des Pferdes kreuzen vor den äußeren.
Größter Fehler ist eine zu große Abstellung von der Bande, „da das Pferd sonst nur seitwärts und nicht vorwärts-seitwärts geht, Taktfehler macht und sich evtl. an den Beinen verletzen kann“.